# Kindling
Als Kindling (nach englisch to kindle ‚entfachen‘, ‚anzünden‘) wird in der Neurologie die fortschreitende Zunahme neuronaler Antworten auf eher seltene und schwache Stimulation von Gehirnarealen bezeichnet.
Insbesondere in der Erforschung der Epilepsieentstehung wird das Kindling-Konzept diskutiert:
Ein in der Schwere zunehmender Verlauf einer Epilepsie legt die Existenz eines Mechanismus nahe, der kurz andauernde neuronale epileptische Entladungen (die sich nicht durch einen sichtbaren Krampfanfall zeigen müssen) mit langfristigen Veränderungen der Nervenzellen beantwortet, die schließlich in epileptischer Fokusbildung und Anfällen enden. Hier führt die neuronale synaptische Plastizität zu einer „Epileptisierung“ des Gehirns.
In Analogie hierzu wird auch für die Entstehung von affektiven Störungen das Phänomen des Kindlings diskutiert.
Kindling wurde 1967 erstmals von dem britisch-kanadischen Psychologen und Neurowissenschaftler Graham V. Goddard beschrieben und 1969 so benannt als tierexperimentelles „(An-) Trainieren“ von epileptischen Anfällen oder einer anhaltend erhöhten Anfallsbereitschaft nach länger dauernder Anwendung unterschwelliger elektrischer oder chemischer Reize mit danach auch von alleine auftretenden Anfällen. Inzwischen ist Kindling bei vielen Tierspezies als Epilepsiemodell etabliert. Beim Menschen ist Kindling zwar bislang nicht sicher nachgewiesen, es gibt aber zumindest kasuistische Hinweise.
Zum Wirkmechanismus gibt es zwei Hypothesen: Die eher lokal ausgerichtete besagt, dass der neuronale Mechanismus, der für das Kindling verantwortlich ist, auf die Region der entsprechenden Stimulation begrenzt ist. Die andere behauptet, dass auch neuronale Veränderungen in von der „Kindling-Region“ entfernten Arealen zum Effekt beitragen.